# My Child: Lebensborn
Mein Kind: Lebensborn ist ein ernsthaftes Computerspiel, in dem man als Adoptiveltern ein Kind aus dem Lebensborn-Projekt des Nazireichs aufzieht. Es ist eine Lebens- bzw. Erziehungssimulation und spielt nach dem Zweiten Weltkrieg in Norwegen. Das Spiel wurde 2018 von den norwegischen Software-Entwicklungsfirmen Teknopilot und Sarepta Studio herausgebracht.
Das Spiel ist für iOS, Android und Microsoft Windows erschienen.

## Spielinhalt
In der Erziehungssimulation My Child: Lebensborn schlüpft der Spieler in die Rolle der Zieheltern eines siebenjährigen Kindes aus dem Lebensborn-Projekt des nationalsozialistischen Deutschen Reichs, das nach Ende des Zweiten Weltkriegs in deren Obhut kommt. Dabei werden die Spieler vor verschiedene Situationen gestellt und müssen Entscheidungen zur Erziehung treffen und dem Kind so durch seine Kindheit helfen, die durch Misstrauen, Mobbing und Benachteiligung geprägt ist. Das Spiel beginnt mit dem Schulstart des Kindes im Jahr 1951, das Geschlecht des Kindes kann dabei frei gewählt werden; das männliche Kind wird als Klaus, das weibliche als Karin benannt. Der Spieler wird zudem jeweils am Anfang und Ende der Kapitel über die historischen Hintergründe des Spiels informiert.
Als Gesamtspielzeit für das Spiel werden etwa vier bis fünf Stunden angesetzt.

## Entwicklung
Das Spiel wurde als Gemeinschaftsprojekt der norwegischen Entwicklerfirmen Teknopilot und Sarepta Studio entwickelt. Die Entwickler wurden durch das internationale Projekt Children Born of War zu ihrem Spiel inspiriert. Die Realisierung wurde durch eine von Elin Festøy von März bis April 2017 durchgeführte Kickstarter-Kampagne finanziert, bei der fast 130.000 Norwegische Kronen (14.000 €) gesammelt wurden. Zum 8. Mai 2018, dem als Tag der Befreiung bekannten Jahrestag des Endes des Zweiten Weltkriegs, wurde die englische Version des Spiels veröffentlicht. Ende August 2018 erschien das Spiel zusätzlich auf Deutsch und Norwegisch und wurde auf der Gamescom in Köln, der größten Messe für Computerspiele weltweit, vorgestellt.

## Rezeption

### Guardian
Am 9. Juni wurde das Spiel My Child: Lebensborn in der britischen Tageszeitung The Guardian als „Game of the Month“ vorgestellt.

“As a portrait of how any child’s spirit can be flattened and damaged by repeated ‘othering’, My Child Lebensborn is fierce and unflinching. As a tool to bring to vivid life the emotional texture of history, away from the dry dates and military manoeuvres laid out by so many male history writers, it is uniquely effective. As a video game, however, it’s a difficult ride – oppressive, psychologically strenuous and repetitive. But not all video games need be fun to be effective, and My Child Lebensborn will leave any caring, persistent player with an indelible memory.”

„Als Porträt, wie der Geist eines Kindes durch wiederholte ‚Alterisierung‘ abgestumpft und beschädigt werden kann, ist My Child Lebensborn hart und unnachgiebig. Als Werkzeug, um die emotionale Struktur der Geschichte lebendig zu machen, weg von den trockenen Daten und militärischen Operationen, die von so vielen männlichen Geschichtsschreibern dargelegt wurden, ist es einzigartig effektiv. Als Videospiel ist es jedoch eine schwierige Reise – bedrückend, psychisch belastend und monoton. Aber nicht alle Videospiele müssen Spaß machen, um ihre Wirkung zu entfalten, und My Child Lebensborn wird jeden fürsorglichen, hartnäckigen Spieler mit einer unauslöschlichen Erinnerung zurücklassen.“

### Deutschlandfunk
In einem Interview des Deutschlandfunks mit dem Kulturwissenschaftler Christian Huberts beschreibt dieser das Spiel und kommentiert es, indem er es mit einer Variante des Tamagotchi vergleicht (ein Vergleich, den auch die Entwickler und The Guardian nennen). Nach seiner Meinung handelt es sich um ein hochwertiges und cleveres Serious Game, und seiner Meinung nach merke man dem Spiel an, „dass sehr genau gearbeitet wurde, es wird sensibel umgegangen mit dem Thema“.

### Alterseinstufung
Das Spiel durchlief nicht das Prüfverfahren der USK. Jedoch erhielt das Spiel über das auf Selbstauskunft beruhende Einstufungsverfahren der International Age Rating Coalition (IARC), an welcher die Unterhaltungssoftware Selbstkontrolle (USK) beteiligt ist, die rechtlich nicht bindende Altersbewertung "12+".

### Auszeichnungen
- 2019 gewann My Child: Lebensborn den British Academy Video Games Award in der Kategorie Game Beyond Entertainment.[6]